# Gregoriusturm
Der Gregoriusturm (auch St. Jöris oder Georgsturm genannt) war ein Wehrturm der etwa 1300 bis 1350 errichteten äußeren Stadtmauer der Stadt Aachen. Er ist nicht mehr erhalten.

## Lage
Der Gregoriusturm stand im Westnordwesten des äußeren Mauerrings zwischen Königstor und Ponttor, ungefähr dort, wo die Turmstraße heute über die Bahngleise führt. Zwischen dem Gregoriusturm und dem Königstor standen noch der Lange Turm, der Burtscheider Turm und der Beguinenturm, zwischen dem Gregoriusturm und dem Ponttor der Bongartsturm und der Krückenturm.

## Geschichte
Im Gregoriusturm wurden im 18. Jahrhundert die 15 Kanonen aufbewahrt, die Aachen damals noch besaß. Nach der Eroberung Aachens 1793 durch die Franzosen wurden diese Kanonen beschlagnahmt und nach Paris abtransportiert.
Der Abriss des Turms erfolgte in zwei Stufen. Im Jahre 1810 wurden die über die Mauerkrone reichenden Teile des Turmes abgerissen. In einem zweiten Schritt verschwand das ganze Gebäude im Jahre 1850.

## Beschreibung
Der Gregoriusturm war ein Rundturm mit 15,20 m Außendurchmesser und somit größer als alle anderen Wehrtürme der äußeren Stadtmauer. Er hatte einen rechteckigen Vorbau mit einer Breite von 13,70 m und einer Tiefe von 13,30 m.
Der Turm besaß drei Geschosse. Während das unterste nur vergitterte Fenster sowie drei Schießscharte besaß, verfügte das erste Geschoss über vier Schießscharten. Zur Stadtseite war zusätzlich über ein Fenster und eine breite Tür angebracht, die einen Zugang vom Wall ermöglichte. Die Verbindung beider Etagen bestand durch eine Wendeltreppe. Ein Kamin in der ersten Etage des Gebäudes stellte die spärliche Ausstattung des Raumes dar.
Die oberste Etage war ähnlich aufgebaut wie die darunter liegende. Der Zugang erfolgte über eine Wendeltreppe. Ein großes Fenster ersetzte die in der unteren Etage vorhandene Tür. Mehrere Schießscharten waren vorhanden.